# Панічна атака
Панічна атака або синдром панічного стану (СПС) — незрозумілий та нестерпний для хворого напад тяжкої тривоги, яка супроводжується страхом, у поєднанні з різноманітними вегетативними (соматичними) проявами.
Деякі лікарі використовують застарілі, відсутні в МКХ терміни «вегетативний криз», «симпатоадреналовий криз», «кардіоневроз», «вегето-судинна дистонія з кризовим перебігом», «нейроциркуляторна дистонія», які відображають уявлення про порушення вегетативної нервової системи залежно від головного симптому. «Панічний розлад» (епізодична пароксизмальна тривожність), своєю чергою, як самостійне захворювання має світове визнання і введене до МКХ 10-го перегляду. За МКХ-10, характерною рисою панічного розладу є «рецидивні напади різко вираженої тривоги (паніки), які не обмежені якою-небудь особливою ситуацією або комплексом обставин та, як наслідок, непередбачені». Водночас наявність панічних нападів не обов'язково означає, що у хворого панічний розлад. Панічні атаки можуть бути проявами феохромоцитоми, соматоформних дисфункцій, фобій, депресивних розладів, посттравматичного стресового розладу, ендокринологічних захворювань, серцевих захворювань, мітоходріальних захворювань тощо. Або ж виникати в результаті вживання якихось препаратів (наприклад, фенспіриду).
Для виявлення вираженості панічних атак використовується шкала тяжкості панічного розладу. Ця шкала використовується також у вигляді опитування самооцінки як тест на панічні атаки.
Панічні атаки є основним проявом панічного розладу. У цьому випадку основною їхньою причиною є підвищений рівень тривоги і виснаження нервової системи. Ці стани є взаємопов'язаними і можуть підсилювати один одного, зрештою, призводячи до панічної атаки.

## Клінічні ознаки
Панічна атака характеризується нападом страху, паніки або тривоги та/або відчуттям внутрішньої напруги в поєднанні з чотирма або більше зі списку асоційованих з панікою симптомів:
- Серцебиття, прискорений пульс
- Пітливість
- Озноб, тремор, відчуття внутрішнього тремтіння
- Відчуття нестачі повітря, задишка
- Задуха або ускладнене дихання
- Біль або дискомфорт у лівій половині грудної клітки
- Нудота або абдомінальний дискомфорт
- Відчуття запаморочення, нестійкість, важкість у голові або переднепритомний стан
- Відчуття дереалізації, деперсоналізації
- Страх збожеволіти або здійснити неконтрольований вчинок
- Страх знепритомніти
- Страх смерті
- Відчуття оніміння або поколювання (парестезії) в кінцівках
- Відчуття слабкості, особливо в ногах і плечах
- Безсоння
- Плутанина думок (зниження довільності мислення)

Є й інші прояви, які не увійшли до переліку: біль у животі, відчуття сухості в роті, припливи жару або холоду, підвищена температура тіла, розлад випорожнень, часте сечовипускання, відчуття клубка в горлі, порушення ходи, порушення зору або слуху, судоми в руках або ногах, розлад рухових функцій, підвищений артеріальний тиск.
Інтенсивність основного критерію панічної атаки (нападів тривоги) може відрізнятись у широких межах: від вираженого стану паніки до відчуття внутрішньої напруги. В останньому випадку, коли на перший план виступає вегетативна (соматична) складова, йде мова про «нестрахову» панічну атаку або про «паніку без паніки». Атаки з низьким рівнем емоційних проявів частіше зустрічаються в педіатрії та неврологічній практиці. Також з розвитком захворювання рівень страху в атаках знижується.
Напади тривають від кількох хвилин до кількох годин, складаючи в середньому 15-30 хвилин. Частота нападів — від кількох в день до 1-2 разів за місяць. Більшість пацієнтів говорять про спонтанність (неспровокованість) атак. Проте активне розпитування дозволяє виявити окрім спонтанних атак ще й ситуаційні напади, котрі виникають у потенційно «загрозливих» ситуаціях. Такими ситуаціями можуть бути: користування транспортом, перебування в натовпі або замкнутому просторі, необхідність покинути власне помешкання тощо.
Людина, котра вперше зіткнулась з цим станом, сильно лякається, починає думати про якесь тяжке захворювання серця, ендокринної або нервової системи, стравоходу, може викликати «швидку допомогу».
Трактування пацієнтом панічної атаки як прояву якогось соматичного захворювання призводить до частих відвідувань лікаря, безлічі консультацій у спеціалістів різних спеціальностей (кардіологи, невропатологи, ендокринологи, гастроентерологи, педіатри), невиправданих діагностичних досліджень та створює у пацієнта враження про складність та унікальність його захворювання. Нервові уявлення пацієнта щодо суті захворювання ведуть до появи іпохондричних проявів, котрі сприяють тяжкому перебігу хвороби.
Лікарі-інтерністи зазвичай не знаходять органічної патології, рекомендують відвідати психотерапевта. Через особисту зацікавленість лікаря зустрічаються випадки гіпердіагностики та призначення лікування за хибним діагнозом. При цьому часто призначаються седативні, судинні та метаболічні препарати з недостовірною базою доказів та непрогнозованою дією. У найбільш позитивному випадку зустрічаються рекомендації загального характеру, котрі пов'язані зі зміною стилю життя: побільше відпочивати, зайнятись спортом, не перевантажуватись роботою, уникати стресів, перемкнутися. Часто зустрічаються банальні та шаблоні призначення: приймати рослинні седативні препарати (валеріану, пустирник).
У більшості випадків панічні атаки не обмежуються одним нападом. Перші епізоди залишають незабутній слід в пам'яті хворого. Це веде до появи синдрому тривоги «очікування» нападу, котрий, своєю чергою, закріплює повторність атак. Повторення атак у подібних ситуаціях (транспорт, перебування в натовпі тощо) сприяє формуванню поведінки уникнення, тобто униканню потенційних місць та ситуацій, котрі приводять до розвитку панічних атак. Тривога щодо можливого розвитку атаки в певному місці (ситуації) та уникання цього місця (ситуації) визначається терміном «агорафобія». Зростання агорафобічної симптоматики призводить до соціальної дезадаптації пацієнта. Через страх пацієнти можуть бути не в змозі покинути будинок або залишатись наодинці, засуджуючи себе до домашнього арешту, стаючи тягарем для близьких. Наявність агорафобії при панічному розладі вказує на тяжче захворювання, гірший прогноз та потребує особливої лікувальної тактики. Також може приєднатись і реактивна депресія, котра теж погіршує перебіг захворювання, особливо якщо пацієнт довго не може зрозуміти, що саме з ним відбувається, не знаходить допомоги, підтримки, не отримує полегшення.

## Лікування
Лікування полягає в нових навичках ставлення до проявів страху і тривожності з усвідомленням, що панічна атака не може завдати шкоди. Попри сильний страх і яскраву симптоматику (тілесні прояви), панічна атака не є небезпечною для життя, радше навпаки. Під час паніки вмикається реакція «бийся або тікай», виділяється велика кількість адреналіну і відповідно організм мобілізується для усунення небезпеки, хоч і уявної. Реакція направлена на збереження життя, хоча під час панічної атаки людині здається, що вона зараз помре, збожеволіє, трапиться щось жахливе.